# Кірхеріанум
Кірхеріанум (італ. Museo kircheriano) — кабінет рідкостей, заснований в 1651 році при Римській колегії в Римі. Це була типова барочна кунсткамера, що носила ім'я німецького єзуїта-енциклопедиста Атанасія Кірхера. Кірхер був не засновником кабінету, а його куратором. В основі зборів музею лежала особиста колекція Кірхера, ґрунтована на дарах Фабрі де Пейреска.
Довгий час збори Кірхера зберігалися в його особистій кімнаті в колегії, поки в 1650 році до зборів не додався спадок від Альфонсо Донніно, який заповідав Колегії велику колекцію античних знахідок, скам'янілостей, предметів мистецтва і всякої дивини. Кірхер став куратором утвореного музею, до якого також відносилася бібліотека, що містилася у бічному крилі Колегії. Кірхер збільшував колекцію дорогих рідкостей, отримуючи їх в подарунок від інших учених, побратимів по місіонерській діяльності в Китаї і Америці, а також за рахунок предметів власного виготовлення або знайдених особисто.
У 1678 році вийшов друком перший каталог, складений Джорджо ді Сепі (італ. Giorgio de Sepi). Де Сепі також побудував деякі з математичних машин Кірхера. Після смерті Кірхера в 1680 році, музей почав приходити в занепад і деякі експонати пропали. У 1709 році вийшов другий каталог, підготовлений Ф. Бонанні. У 1719 році вийшло ілюстроване видання бенедиктинця Бернара де Монфокона. У 1777 році опис музею залишив Йоганн Бернуллі.
У XIX—XX стліттях етруську частину колекції було передано до Національного музею вілла Джулія, етнографічна частина потрапила в музей Пігоріні, римська старовина в Національний музей Риму (тепер в Palazzo Massimo alle Terme). Багато раритетів, таких як дерев'яні моделі римських обелісків, досі зберігаються в ліцеї Вісконті, який зараз займає палац Римської колегії.
У 2001 році Центральний архівний інститут Риму влаштував у Палаццо Венеція виставку «Il museo del mondo» («Музей світу»). На ній, за допомогою складених Кірхером каталогів, на короткий час було відтворено зібрану з різних римських музеїв колекцію Кірхеріанума.

## Ресурси Інтернету
- Il Museo di A. Kircher. Архів оригіналу за 3 грудня 2013. Процитовано 1 грудня 2013.
- Вікісховище має мультимедійні дані за темою: Кірхеріанум